# Fred Green (Leichtathlet)
Fred Green (eigentlich Frederick Green; * 25. Juli 1926) ist ein ehemaliger britischer Langstreckenläufer.
1954 gewann er für England startend bei den British Empire and Commonwealth Games in Vancouver Silber über drei Meilen.
Im selben Jahr wurde er Englischer Meister über dieselbe Distanz.

## Persönliche Bestzeiten
- 1 Meile: 4:08,8 min, 3. Oktober 1953, Birmingham
- 3 Meilen: 13:32,2 min, 1954
- 5000 m: 14:27,2 min, 29. August 1953, Berlin